# Оньекуру, Генри
Ге́нри Чуквуэме́ка Оньеку́ру (англ. Henry Chukwuemeka Onyekuru; 5 июня 1997, Онича, Нигерия) — нигерийский футболист, вингер турецкого клуба «Генчлербирлиги» и сборной Нигерии.

## Клубная карьера
До перехода в «Эйпен» Генри выступал в сенегальском филиале катарской академии «Эспайр», которой принадлежит «Эйпен». В июле 2015 года он присоединился к бельгийцам. В своём дебютном сезоне Генри провёл девятнадцать встреч в рамках второй по значимости бельгийской лиги и забил шесть голов, внеся свой вклад в возвращение «Эйпена» в высший дивизион. Дебют молодого центрфорварда в Юлипер лиге состоялся 30 июля 2016 года в матче против клуба «Зюлте-Варегем». Свой первый мяч в чемпионате Генри забил две недели спустя, в игре с «Вестерло».
В сезоне 2016/17 стал лучшим бомбардиром чемпионата Бельгии (с учётом матчей всех этапов) наряду с Лукашем Теодорчиком, поразив ворота соперников «Эйпена» 22 раза.
30 июня 2017 года было официально объявлено о переходе Оньекуру в английский «Эвертон», с которым он подписал контракт до 2022 года. Одновременно с этим было объявлено, что сезон 2017/18 он на правах аренды проведёт в составе бельгийского «Андерлехта».
Летом 2018-го года, в июле, было объявлено, что Генри арендован «Галатасараем» и будет выступать в турецком клубе до лета 2019-го года.
В январе 2021 года Оньекуру подписал третье арендное соглашение с «Галатасараем», мотивировав свое желание остаться в стамбульском клубе возможностью поработать под руководством Фатиха Терима.

## Карьера в сборной
1 июня 2017 года дебютировал в сборной Нигерии в товарищеском матче против Того.

## Статистика выступлений

### Клубная
| Выступление      | Выступление      | Выступление      | Лига | Лига | Кубки | Кубки | Еврокубки | Еврокубки | Прочие | Прочие | Итого | Итого |
| Клуб             | Лига             | Сезон            | Игры | Голы | Игры  | Голы  | Игры      | Голы      | Игры   | Голы   | Игры  | Голы  |
| ---------------- | ---------------- | ---------------- | ---- | ---- | ----- | ----- | --------- | --------- | ------ | ------ | ----- | ----- |
| Эйпен            | 1 дивизион B     | 2015/16          | 19   | 6    | 0     | 0     | 0         | 0         | 0      | 0      | 19    | 6     |
| Эйпен            | 1 дивизион A     | 2016/17          | 38   | 22   | 3     | 2     | 0         | 0         | 0      | 0      | 41    | 24    |
| Эйпен            | Итого            | Итого            | 57   | 28   | 3     | 2     | 0         | 0         | 0      | 0      | 60    | 30    |
| Эвертон          | Премьер-лига     | 2017/18          | 0    | 0    | 0     | 0     | 0         | 0         | 0      | 0      | 0     | 0     |
| Эвертон          | Итого            | Итого            | 0    | 0    | 0     | 0     | 0         | 0         | 0      | 0      | 0     | 0     |
| → Андерлехт      | 1 дивизион A     | 2017/18          | 19   | 9    | 2     | 1     | 6         | 0         | 1      | 0      | 28    | 10    |
| → Андерлехт      | Итого            | Итого            | 19   | 9    | 2     | 1     | 6         | 0         | 1      | 0      | 28    | 10    |
| → Галатасарай    | Суперлига        | 2018/19          | 31   | 14   | 6     | 2     | 7         | 0         | 0      | 0      | 44    | 16    |
| → Галатасарай    | Итого            | Итого            | 31   | 14   | 6     | 2     | 7         | 0         | 0      | 0      | 44    | 16    |
| Монако           | Лига 1           | 2019/20          | 0    | 0    | 0     | 0     | —         | —         | —      | —      | 0     | 0     |
| Монако           | Итого            | Итого            | 0    | 0    | 0     | 0     | —         | —         | —      | —      | 0     | 0     |
| Всего за карьеру | Всего за карьеру | Всего за карьеру | 107  | 51   | 11    | 5     | 13        | 0         | 1      | 0      | 132   | 56    |

### Матчи за сборную
| Матчи и голы Оньекуру за сборную Нигерии | Матчи и голы Оньекуру за сборную Нигерии | Матчи и голы Оньекуру за сборную Нигерии | Матчи и голы Оньекуру за сборную Нигерии | Матчи и голы Оньекуру за сборную Нигерии | Матчи и голы Оньекуру за сборную Нигерии |
| №                                        | Дата                                     | Оппонент                                 | Счёт                                     | Голы                                     | Соревнование                             |
| ---------------------------------------- | ---------------------------------------- | ---------------------------------------- | ---------------------------------------- | ---------------------------------------- | ---------------------------------------- |
| 1                                        | 1 июня 2017                              | Того                                     | 3:0                                      | −                                        | Товарищеский матч                        |
| 2                                        | 10 ноября 2017                           | Алжир                                    | 0:3                                      | −                                        | Отборочные матчи ЧМ-2018                 |

Итого: 2 матча / 0 голов; 1 победа, 0 ничьих, 1 поражение.